# Черкаська дитяча школа мистецтв ім. Валентина Талаха
Черка́ська дитяча школа мистецтв ім. Валентина Талаха (раніше — Черка́ська дитяча музична школа № 5) — позашкільний навчальний заклад в місті Черкаси. Заснована 1 липня 1980 року. Має чотири повноцінні філії на базі ЗОШ № 30, ЗОШ № 32 (Південно-Західний р-н), ЗОШ № 33 (р-н Річкового вокзалу) та 2-й корпус школи за адресою вул. Вернигори 19 (колишня вечірня (змінна) школа).
У школі є відділ фортепіано, відділ музично-теоретичних дисциплін, відділ народних інструментів, відділ оркестрових інструментів та вокально-хоровий відділ, а також театральна студія «РапсоДія», студія хореографії «FORCE», художні студії «Барви натхнення», «Олівець» та «Контраст».

## Історія школи
Історія народження Черкаської дитячої музичної школи № 5 починається ще з далекого 1974 року, коли у приміщенні Будинку Піонерів (нині — Черкаського центру дитячої та юнацької творчості) сформувалася музична школа-студія, керівником якої був Олександр Дмитрович Хаустов.
У 1978 році педагогічному складу студії та його очільнику запропонували створити вечірню музичну школу у стінах нинішньої ЗОШ № 15, а потім переїхати в окреме приміщення у промисловому районі Черкас — Хімселищі. У такому форматі школа працювала 2 роки допоки не надійшла ще одна пропозиція — перейменувати заклад у Черкаську дитячу музичну школу № 5.
Так, 1 липня 1980 року, наказом  управління  культури Черкаського обласного виконавчого комітету № 149-Б на базі Черкаської вечірньої музичної школи була створена Черкаська дитяча музична школа № 5. У грудні того ж року директором закладу став Михайло Якович Ковальчук, пропрацювавши на своїй посаді аж до кінця 2014 року.

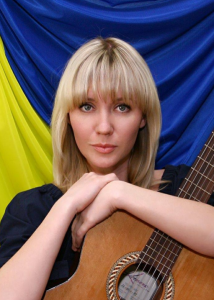
Директор школи — Хомік Марина Олександрівна

З 2015 року школу очолює Хомік Марина Олександрівна. У жовтні 2021 року навчальний заклад було перейменовано у Черкаську дитячу школу мистецтв № 2. 19 серпня 2022 року, рішенням Черкаської міської ради школі було присвоєно ім'я відомого черкаського музиканта, диригента, Заслуженого артиста України — Валентина Талаха.

## Цікаві факти
У 2009 році учневі школи Владиславу Тютюннику було призначено стипендію міського голови «За високі досягнення в музиці». Він став золотим дипломантом VII Всеукраїнського юніорського конкурсу вокальної, диригентської та інструментально-виконавської майстерності.
19 серпня 2022 року рішенням Черкаської міської ради школі було присвоєно ім'я відомого черкаського музиканта, диригента, Заслуженого артиста України Валентина Талаха.